# 鈴木えみ
鈴木 えみ（すずき えみ、1985年9月13日 - ）は、日本のファッションモデル。中国上海市、京都府出身。愛称は、えみちぃ。
スターダストプロモーション所属。

## 略歴
中国上海市で生まれ育つ。小学生のとき、両親が仕事の都合で日本に戻ったため、祖母に育てられた。中学進学後から両親と京都で暮らす。
京都市立藤森中学校卒業。中学2年だった1999年、友人が応募した女子中高生向けファッション雑誌『SEVENTEEN』（集英社）のオーディションで「ミスセブンティーン」に選ばれモデルデビュー。
2004年創刊の『PINKY』（集英社）では創刊号から最終号まで専属モデルとして活動した。その後は様々なファッション雑誌や美容雑誌で活動する。
モデル以外の活動としては、テレビドラマ『ギャルサー』（日本テレビ）などで女優、沖樹莉亜とのユニット「ジュエミリア」として歌手デビューも果たしている。

## 人物
一人っ子である。
2013年2月14日に1歳上の一般男性と結婚。交際2週間でプロポーズ、交際3カ月で結婚に至ったという。同年4月20日に妊娠4カ月を公表し、同年10月7日に第1子女児を出産した。

## 出演

### テレビドラマ
太字はメインキャラクター
- 反乱のボヤージュ（2001年10月6日・7日、テレビ朝日） - 薩川あゆみ 役
- ロング・ラブレター〜漂流教室〜（2002年1月9日 - 3月20日、フジテレビ） - 我猛翠 役
- ランチの女王（2002年7月1日 - 9月16日、フジテレビ） - 優美 役
- ウォーターボーイズ2（2004年7月6日 - 9月21日、フジテレビ） - 北川梢 役
- ナニワ金融道 第6話（2005年、フジテレビ） - 小宮小枝 役
- ギャルサー（2006年4月15日 - 6月24日、日本テレビ） - レミ 役
- 嫌われ松子の一生（2006年10月12日 - 12月21日、TBS） - 川尻明日香 役
- 有閑倶楽部（2007年10月16日 - 12月18日、日本テレビ） - 黄桜可憐 役
- 猟奇的な彼女（2008年4月20日 - 6月29日、TBS）- 如月春夏 役

### 映画
- bird call（2006年） - 主演・石井園子 役
- 女神降臨 - セレーナ 役[12]
  - 女神降臨 Before 高校デビュー編（2025年）
  - 女神降臨 After プロポーズ編（2025年）

### CM
- 明治製菓「Meltykiss＆ポルテ」（2001年）
- 大塚製薬「カロリーメイト」（2003年）
- サントリー「DAKARA」
- 資生堂「MA CHERIE」（2004年 - 2009年）
- ジークス天神 リニューアルオープン告知（2004年）
- ナチュラリ（NATURALI）（2012年 - ） - イメージモデル[13]
- サントリー「クラフトボス コーヒーニューニュー」（2023年）[14]
- SPICARE「V3ファンデーション」（2023年）
- 長寿乃里「SHIKARI」（2024年）[15]

### ミュージックビデオ
- ケツメイシ「さくら」（2005年）

### 雑誌
- Seventeen（1999年 - 2006年、集英社）[3]
- esty+（2003年、集英社）
- PINKY（2004年 - 2009年、集英社）
- MAQUIA（2010年 - 、集英社）
- MORE（2010年 - 、集英社）
- 美人百花（角川春樹事務所）
- Sweet（宝島社）
- Gina（ぶんか社）
- s'eee（2011年10月以降半年に1回発売） - 本人ムック

### 配信番組
- ウェディングウォーズ（2025年、ABEMA） - スタジオMC[16]

## 書籍
- s'eee（2011年10月23日、SDP）ISBN 978-4-90362-092-3
- s'eee 2nd issue（2012年4月23日、SDP）ISBN 978-4-90362-095-4
- s'eee 3rd issue 2012Autumn/Winter（2012年10月23日、SDP）ISBN 978-4-90695-300-4
- s'eee Beauty vol.4 +1テク メイクでファッションが楽しくなるメイク術（2013年7月3日、SDP）ISBN 978-4-90695-305-9
- s’eee Vol.5 MAMA&BABY（2016年1月26日、集英社）ISBN 978-4087815962
- ダニョ カワイイ #DANYO CAWAII（2016年5月20日、幻冬舎）ISBN 978-4-34402-946-0
- 鈴木えみファッションフォトブック『13』（2016年4月13日、宝島社）ISBN 978-4-80025-262-3
- 鈴木えみビューティブック『SOMARU』（2017年2月27日、宝島社）ISBN 978-4-80026-280-6

### 写真集
- LOVE！鈴木えみ SEVENTEEN VISUAL BOOK（2002年7月15日、集英社、編集：SEVENTEEN編集部）ISBN 978-4-08780-360-0
- Love・love（2006年1月20日、集英社、編集：SEVENTEEN編集部）ISBN 978-4-08780-426-3